# Zhang Liangmin
Zhang Liangmin (chinois : 张亮敏 ; pinyin : Zhāng Liàngmǐn ; née le 12 octobre 1985 à Shangai) est une athlète paralympique chinoise aveugle et quadruple championne paralympique au lancer du disque en catégorie F11.

## Biographie
Elle participe aux Jeux paralympiques d'été de 2008 à Pékin, en Chine. Elle y remporte une médaille d'argent au lancer du disque féminin F12-13 et participe aussi au lancer du poids F12/13. Aux Jeux paralympiques d'été de 2012 de Londres, elle termine à la troisième place au lancer du poids et devient championne paralympique au disque. Aux Jeux paralympiques d'été de 2016 à Rio, elle remporte une médaille d'or au lancer du disque après un lancer de 36,65 mètres. La médaillée d'argent Tang Hongxia a lancé à 35,01 mètres et Izabela Campos obtient le bronze avec un lancer à 32,60 mètres.
En 2017, elle a remporté les épreuves de lancer du disque F11 et de lancer du poids F11/F12 au Grand Prix mondial de para-athlétisme à Pékin.
Aux Jeux paralympiques d'été de 2020 à Tokyo, elle remporte une nouvelle médaille d'or au lancer du disque F11 avec un record du monde de 40,83 mètres. En 2024, aux jeux paralympiques de Paris, elle termine à la cinquième place au lancer de poids et se retrouve à nouveau championne paralympique au lancer du disque F11.